# Parque Independencia (Tandil)
El Parque Independencia o Paseo Parque Independencia es un espacio verde de esparcimiento público y gratuito situado sobre un cerro de la ciudad de Tandil, en la zona central de la provincia de Buenos Aires, en el centro-este de la Argentina. Fue inaugurado el 4 de abril de 1923. Gracias a la vista que desde él se obtiene del casco urbano tandilense, resulta ser una de las mayores atracciones turísticas del destino y símbolo asociativo para la ciudad y sus habitantes. 

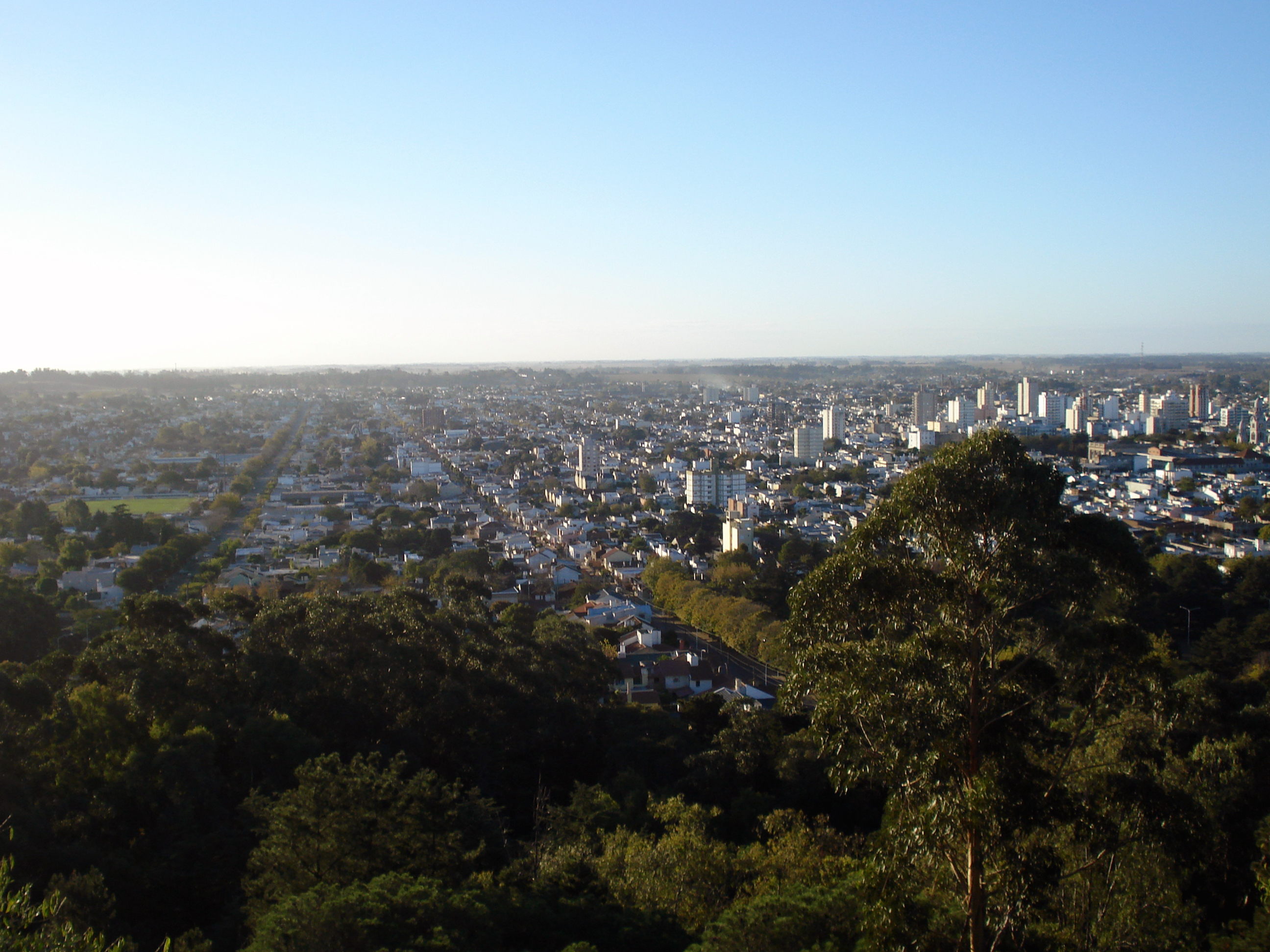
Vista desde la terraza del Castillo Morisco, en la cumbre del cerro del Parque Independencia.

## Historia y características

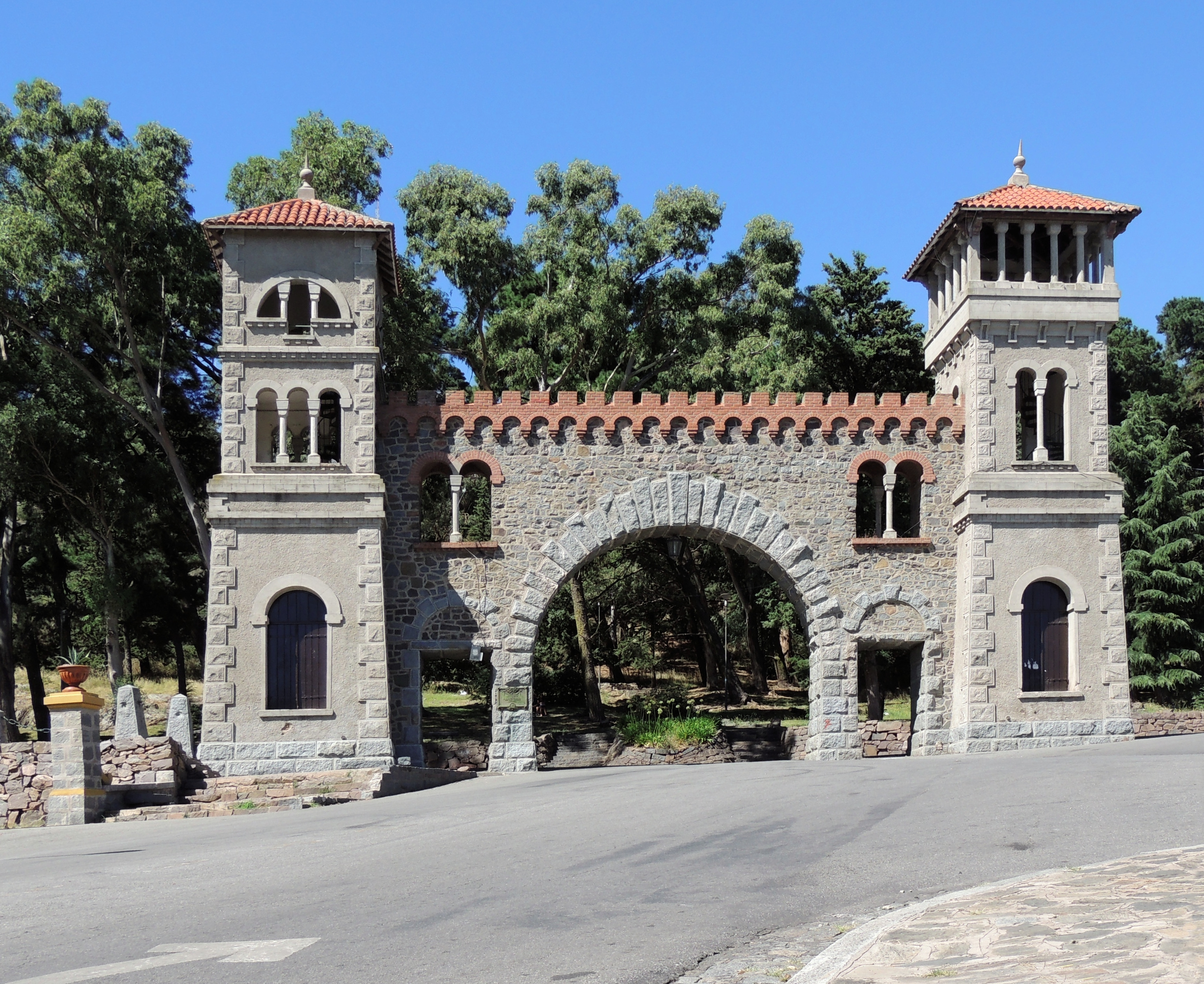
Portada del Parque Independencia.

El Parque Independencia comprende la totalidad de un cerro localizado en el sector sur de la ciudad de Tandil, delimitado por las calles Rondeau, Echeverría, Dorrego, Larrea y Callao. Cuenta con una superficie de 199 230 m². Fue categorizado por la ordenanza 2530/79 y las ordenanzas complementarias: 6362/94, 9063/03 y 9142/04. Fue inaugurado el 4 de abril de 1923, en el centenario de la fundación de la ciudad. En la entrada cuenta con una portada compuesta por un edificio en forma de gran arco en granito, siendo una ofrenda de la colectividad italiana a esa ciudad. Posee estilo romántico renacentista y líneas sobrias.
Allí comienza el ascenso a la cumbre del cerro, por un camino asfaltado de helicoidal subida, el cual posee la segunda parte de su trayecto con un único sentido de dirección. Este remata en una playa de estacionamiento, la cual presenta desde uno de sus lados notables vistas de la ciudad, tanto de día como de noche. Se encuentra a una altitud sobre el nivel marino de 286,5 m s. n. m., es decir, unos 100 metros sobre la ciudad, la que se encuentra en promedio a 188 m s. n. m., por lo que se constituye en su principal "mirador panorámico". También es posible llegar hasta allí por medio de unas escaleras de piedra construidas en la ladera del cerro, las que se prolongan del otro lado del mismo para descender hacia el parque que rodea el lago del Fuerte.
En la cima del cerro se yergue el llamado “Castillo Morisco”, una donación de la colectividad española residente en Tandil. Este posee también un arco, a través del cual deben pasar todos los vehículos al descender del cerro. Una parte de su interior es un tradicional restaurante y confitería, el cual presenta una de sus paredes formada por la propia roca viva y original del cerro. La otra parte del arco cuenta con una escalera que permite subir a la terraza del castillo y contemplar una vista aún mejor, al encontrarse varios metros más alto, y con un ángulo del horizonte más abierto que en el estacionamiento, al no obstruir el recorte que condiciona el propio castillo. 
Detrás del castillo se encuentra el monumento ecuestre del Brigadier General Martín Rodríguez, quien como gobernador fundó (a solo 1000 metros de allí) el Fuerte Independencia —germen de la actual ciudad— para que sirviese de bastión contra los malones de los indios pampeanos. El autor de esta obra es el escultor Arturo Dresco. En el borde del estacionamiento se pueden observar 2 de los cañones con que desde el Fuerte repelían los ataques de los malones.
Espacios verdes asociados
En otra ladera se sitúa el “Jardín de la Paz”, el que cuenta con una superficie de 9624 m². En él se encuentra un monumento dedicado a Cristóbal Colón. Si se asciende se llega a una amplia terraza donde se encuentran los tradicionales jardines del Parque Independencia, ornamentado con coníferas y canteros de estilo italiano, donde se cultivan variadas especies florales.
En otra ladera se halla el “Parque Encantado”, creado en el año 2006, con una superficie de 9600 m².
Anfiteatro Municipal Martín Fierro
En la base de la ladera norte (Juldain y Av. Dorrego), en un predio lindante con el Parque Independencia, se encuentra el Anfiteatro Municipal Martín Fierro, con capacidad para 5000 espectadores. Fue construido en donde se encontraba una antigua cava minera, sitio que presentaba una buena conformación estructural, acústica y de visión para el público. En las noches desde el Jueves Santo hasta el domingo de Pascua, en ese escenario natural de 400 metros de largo recostado sobre el cerro, 200 actores tandilenses presentan las “Estampas de la Redención”, un tradicional espectáculo teatral en el cual, desde el año 1964, se interpreta la vida, pasión, muerte y resurrección de Jesús.